# Võ Quê
Võ Quê sinh ngày 07 tháng 03 năm 1948 là một nhà thơ Việt Nam, với các bút danh khác là Sao Khuê và Quỳ Lê. Ông hiện là chủ nhiệm Câu lạc bộ Ca Huế thuộc Trung tâm Văn hóa Thông tin Thể Thao Huế, là Hội viên Hội Nhà văn Việt Nam, Hội Nhà báo Việt Nam, và Hội Văn nghệ Dân gian Việt Nam. Ông nguyên là Chủ tịch Hội Liên hiệp Văn học Nghệ thuật Thừa Thiên Huế giai đoạn từ năm 1998 đến năm 2005.

## Tiểu sử
Nhà thơ Võ Quê sinh tại làng An Truyền (làng Chuồn), xã Phú An, huyện Phú Vang, tỉnh Thừa Thiên Huế. Từ năm 1962 đến năm 1968, ông theo học tại trường Nguyễn Hoàng, tỉnh Quảng Trị. Năm 1968 - 1969, ông học trường Quốc Học Huế. Ông là sinh viên đại học Văn Khoa Huế khóa 1969 - 1972. Năm 1970, cùng với đông đảo bè bạn và những người yêu chuộng hòa bình, ông hòa mình vào phong trào học sinh sinh viên xuống đường đấu tranh sôi nổi ở Huế. Trong những năm 1971 - 1972, ông tham gia vào Ban cán sự Sinh viên Học sinh Huế. Không lâu sau đó, ông bị bắt và bị giam cầm tại nhà tù Côn Đảo đến tháng 3 năm 1973.
Xuyên suốt từ năm 1977 đến năm 2010, ông tích cực tham gia vào các hoạt động đoàn thể dưới nhiều vai trò và vị trí khác nhau:
- Bí thư Chi đoàn, Chánh Văn phòng Hội Văn học Nghệ Thuật Bình Trị Thiên, Đại biểu Hội đồng Nhân dân Thành phố Huế khóa II (1977-1979) và khóa III (1979-1981)
- Đại biểu Hội đồng Nhân dân Tỉnh Bình Trị Thiên khóa II (1989-1994), Đại biểu Hội đồng Nhân dân tỉnh Thừa Thiên Huế khóa IV (1999-2004) và khóa V (2004-2011)
- Ủy viên Đoàn Chủ tịch Ủy ban toàn quốc Liên hiệp các Hội Văn học nghệ thuật Việt Nam (1998 - 2005)
- Bí thư Đảng đoàn, Bí thư Chi bộ, Chủ tịch Hội Liên hiệp Văn học Nghệ thuật Thừa Thiên Huế (1998-2005)
- Ủy viên Ủy ban Mặt trận Tổ Quốc tỉnh Thừa Thiên Huế (1998-2009)
- Thành viên Ban Văn hóa Xã hội Hội đồng Nhân dân tỉnh Thừa Thiên Huế (2004-2011)
- Trưởng ban Liên chi Hội Nhà văn Việt Nam khu vực Bắc miền Trung (2005 - 2010)
- Chủ nhiệm CLB Ca Huế thuộc Trung tâm Văn hóa Huế

Ông bắt đầu sự nghiệp sáng tác thơ năm 16 tuổi và có tác phẩm đầu tiên được xuất bản vào năm 1969. Ông được biết đến với biệt tài làm thơ lái rất tự nhiên và độc đáo. Đến nay, ông đã xuất bản trên 20 tập thơ, lời Ca Huế, văn, truyện ngắn, và bút ký. Ký ức của một thời tuổi trẻ sôi nổi xuống đường đòi hòa bình và những tháng năm bị đày ải nơi nhà tù Côn Đảo đã được ông ghi chép lại trong các tập thơ: Một thuở xuống đường (NXB Thuận Hóa 2001), Côn Đảo (tập thơ và ký họa cùng với họa sĩ Đặng Mậu Triết, NXB Văn Học 2011), Lục bát Côn Đảo (tập thơ song ngữ Việt - Anh, NXB Hội Nhà Văn, 2015), và Lửa đường phố (hồi ký, NXB Thuận Hóa 2003).
Ý thơ và lời văn của ông được bè bạn và độc giả yêu mến ở sự chân thành, trung thực, và chân tình, như cách ông tâm niệm về sự nghiệp viết: "Cuộc sống và tác phẩm văn học là một. Nhà văn sống đẹp, sống tốt với đời, với người để mỗi trang văn, mỗi tứ thơ luôn lấp lánh hạnh phúc, ngợi ca sự hướng thiện".
Là một người rất yêu Huế, trân quý lời ca tiếng nhạc xứ Huế, nhà thơ Võ Quê là một trong những người có công đầu trong việc phục hồi và phát triển hoạt động Ca Huế trên sông Hương ngay từ những năm 1984. Đến hôm nay, trình diễn Ca Huế trên thuyền xuôi dòng sông Hương đã trở thành nét đặc trưng của Huế. Năm 1983, ông cùng một số văn nghệ sĩ Huế thành lập Câu lạc bộ Ca Huế. Năm 1995, ông phụ trách dẫn đoàn Ca Huế, là đoàn nghệ thuật đầu tiên của Việt Nam tới Mỹ biểu diễn khi Mỹ chưa bỏ lệnh cấm vận. Trong những năm tiếp theo, ông cùng CLB đã thực hiện nhiều chuyến lưu diễn giới thiệu Ca Huế tại nhiều quốc gia trên thế giới như Hồng Kông (1996), Đài Loan (1998), và Hàn Quốc (2007). Tháng 6 năm 2015, Ca Huế được công nhận là Di sản văn hóa phi vật thể quốc gia. Nhà thơ Võ Quê có dịp trở lại Mỹ vào năm 2016 thông qua lời mời giới thiệu về nghệ thuật Ca Huế tại Hội thảo Văn học hè thường niên do Viện William Joiner thuộc Đại học Massachusett tổ chức.
Năm 2013, dưới vai trò chủ nhiệm, ông cùng Câu lạc bộ Ca Huế thử nghiệm chương trình Ca Huế thính phòng miễn phí đầu tiên tại Bảo tàng Văn hóa Huế nhằm phát triển và giới thiệu tính chất bác học của nghệ thuật Ca Huế đến công chúng. Từ đó cho đến nay, Ca Huế thính phòng đã mở cửa đón tiếp và biểu diễn hàng tuần hoàn toàn miễn phí cho đông đảo bè bạn, tri âm, du khách trong và ngoài nước. Từ năm 2018 đến nay, thông qua chương trình “Đưa di sản Ca Huế vào trường học” do Sở Văn hóa và Thể thao tỉnh Thừa Thiên Huế tổ chức, nhà thơ Võ Quê cùng các nghệ sĩ và nghệ nhân trong Câu lạc bộ Ca Huế thính phòng đã tham gia giảng dạy và tập huấn về nghệ thuật Ca Huế cho đội ngũ giáo viên và các em học sinh, giao lưu và trình diễn Ca Huế tại các trường học trên địa bàn tỉnh Thừa Thiên Huế. Với những nỗ lực bền bỉ trong việc phục hồi và tiếp nối nghệ thuật Ca Huế, ông được gọi với cái tên thân thương “Võ Quê – người giữ hồn Ca Huế”. 

## Đã xuất bản[4]
- Thương ca biển nhớ (in chung với Châu Băng Tâm, 1968)

- Ngựa Ca (tập thơ nhiều tác giả, 1969)

- Chị Sáu (truyện ngắn, 1971)

- Giọt máu ta một biển hòa bình (kịch thơ, 1971)

- Nguồn mạch mới (tập thơ chung với Thái Ngọc San, 1971)

- Nhờ ơn cây Lúa ơi (thơ thiếu nhi, NXB Đối diện 1975)

- Ngợi ca (tập thơ, Hội Liên hiệp Văn học Nghệ thuật Thừa Thiên Huế 1993)

- Mười thương em bé (thơ thiếu nhi, Hội Liên hiệp Văn học Nghệ thuật Thừa Thiên Huế 1993)

- Tiếng Hương Bình (sưu tầm lời Ca Huế, 1977)

- Khúc tri âm (lời Ca Huế, NXB Thuận Hóa 2000)[17]

- Một thuở xuống đường (tập thơ, NXB Thuận Hóa 2001, giải thưởng đặc biệt của Ủy ban Toàn quốc Liên hiệp các Hội Văn học Nghệ thuật Việt Nam năm 2002)[5]

- Lửa đường phố (hồi ký, NXB Thuận Hóa 2003)

- Hoa & Phong vị Huế (tập thơ, NXB Thuận Hóa 2010)[18]

- Ngược xuôi thế sự (tập thơ, NXB Văn Học 2011)[3]

- Côn Đảo (tập thơ và ký họa cùng với họa sĩ Đặng Mậu Triết, NXB Văn Học 2011)[6]

- Lời biết ơn ngọn lửa (tập thơ song ngữ Việt Anh, NXB Thuận Hóa 2012)

- Lời Ca Huế (NXB Thuận Hóa 2013)

- Xôi Chuông (tập văn, NXB Văn Học 2013)[19]

- Lục bát Côn Đảo (tập thơ song ngữ Việt - Anh, NXB Hội Nhà Văn 2015)[7]

- Những chiếc vỏ hạt dưa hồng (truyện ngắn, NXB Thuận Hóa 2016)

- Hòa âm (NXB Thuận Hóa 2017)[20]

- Đất nước đàn bầu (Biên soạn, sưu tầm thơ nhiều tác giả, NXB Thuận Hóa 2017)

- Em về trong giấc mơ anh (thơ và tản văn, NXB Thuận Hóa - Văn tuyển Sài Gòn 2018)

- Khổ luyện và tài hoa (tập bút ký chân dung, NXB Thuận Hóa 2019)[21]

- Tứ tuyệt Covid - 19 (tập thơ, NXB Thuận Hóa 2020)[22]

- Tứ tuyệt Covid - 19 (tập thơ song ngữ Việt - Anh, NXB Thuận Hóa 2021)[23]

- Cổng trường chải mái tóc xưa (bút ký 2022)[24]

## Huy chương & Giải thưởng[4]

### Huy chương
- Huy chương Vì sự nghiệp Văn học Nghệ thuật Việt Nam

- Huy chương Vì sự nghiệp Trẻ em

- Huy chương Vì sự nghiệp Công đoàn

- Huy chương Vì sự nghiệp Mỹ thuật

- Huy chương Vì sự nghiệp Nhiếp ảnh

- Huy chương Chiến sĩ Văn hóa

- Kỷ niệm chương "Vì sự nghiệp Văn hóa, Thể thao, và Du lịch"

### Giải thưởng
- Mười thương em bé (thơ thiếu nhi, Hội Liên hiệp Văn học Nghệ thuật Thừa Thiên Huế 1993, giải C Giải thưởng Văn học Nghệ thuật Cố đô lần 1 năm 1994).
- Tiếng Hương Bình (sưu tầm lời Ca Huế, giải thưởng Hội Văn Nghệ Dân gian Việt Nam năm 1997)

- Khúc tri âm (lời Ca Huế, NXB Thuận Hóa 2000, giải C của Ủy ban Toàn quốc Liên hiệp các Hội Văn học Nghệ thuật Việt Nam năm 2001)

- Một thuở xuống đường (tập thơ, NXB Thuận Hóa 2001, giải thưởng đặc biệt của Ủy ban Toàn quốc Liên hiệp các Hội Văn học Nghệ thuật Việt Nam năm 2002)